# Gabrielle Caron
 (décembre 2024).
 (décembre 2024).
Il peut être nécessaire de l'améliorer pour respecter le principe de neutralité de point de vue. 

Pour les articles homonymes, voir Caron.
Ne doit pas être confondu avec Anne-Gabrielle Caron.
Gabrielle Caron (née le 18 juillet 1985 à Montréal) est une humoriste, autrice, chroniqueuse et animatrice de podcast québécoise.

## Biographie
Originaire de Brossard, sur la rive-sud de Montréal.  Elle fait son entrée à l'École nationale de l'humour et obtient son diplôme en 2009.

### Parcours professionnel
En 2019, elle présente au Zoofest le spectacle Génération Filles d'Aujourd'hui inspiré par la revue pour adolescente des années 90-00.Elle fait plusieurs apparitions à la télévision dont En route vers mon premier gala, l'Open Mic de..., Code F, On va se le dire,Salut Bonjour Week-end et Sucré Salé.

### Podcast
Elle a fait partie du podcast 3 Bières avec Yannick Belzil et Pierre-Luc Racine. Le podcast se termine en 2022 après 11 ans et 559 épisodes. En 2020, elle sort le balado J'ai fait un humain. Un livre, également nommé J'ai fait un humain, est paru aux éditions Trécarré, en 2022. En 2022, elle est invitée au Paris Podcast Festival afin de faire un épisode spécial de type «crossover» avec le balado Bliss, qui porte également sur la maternité.Son troisième podcast porte le titre de Evelyne et Gabrielle font un podcast. Gabrielle Caron est accompagnée d'Evelyne Ferron, historienne.historienne. 

### Écriture
Gabrielle Caron est également associée depuis longtemps à l'humoriste Korine Côté à titre d'autrice. Elle a notamment écrit sur ses spectacles Mon show et Gros Plan.En 2024, elle publie son premier roman Hanter Villeray, aux éditions Stanké.

### Vie privée
Depuis 2007, Gabrielle Caron forme un couple avec l'auteur Olivier Thivierge, auteur humoristique ayant gradué de l'ÉNH en 2007. Ils ont deux garçons ensemble.

## Nominations
- 2017 : Olivier -Meilleur podcast (3 Bières)[9]
- 2019 : Olivier - Meilleur podcast (3 Bières)[9]
- 2022 : Olivier - Meilleur podcast sans script (3 Bières)[9]
- 2022: Numix - Divertissement (J'ai fait un humain)[10]
- 2022: Canadian podcast award - Francophone serie (J'ai fait un humain)[11]
- 2023: Paris Podcast Festival - catégorie Francophone (J'ai fait un humain)[12]
- 2023: Canadian podcast award - catégorie Personnal (J'ai fait un humain)[11]
- 2023: Canadian podcast award - Francophone serie (J'ai fait un humain)[11]
- 2023: Canadian podcast award- Francophone serie (Evelyne et Gabrielle font un podcast)[11]